# Rrahim Mani
Pour les articles homonymes, voir Mani.
Rrahim Mani, né le 5 octobre 1976, est un coureur cycliste kosovar.

## Biographie
En 2017, il devient champion du Kosovo sur route.

## Palmarès et résultats

### Palmarès par année
- 2014
  - 2e du championnat du Kosovo sur route
- 2015
  - 2e du championnat du Kosovo sur route
- 2016
  - 2e du championnat du Kosovo sur route
- 2017
  -  Champion du Kosovo sur route
  - 2e du championnat du Kosovo du contre-la-montre
- 2018
  - 3e du championnat du Kosovo sur route

### Classements mondiaux
| Année           | 2016 | 2017 | 2018   |
| --------------- | ---- | ---- | ------ |
| UCI Europe Tour | 986e | 735e | 1 223e |